# Thyborøn-Harboøre Kommune
| Strukturdaten       | Strukturdaten  |
| ------------------- | -------------- |
| Sitz der Verwaltung | Thyborøn       |
| Fläche              | 42,44 km²      |
| Einwohner           | 4.584 (2006)   |
| Kommune seit 2007   | Lemvig Kommune |

Thyborøn-Harboøre Kommune war bis 31. Dezember 2006 eine dänische Kommune im Ringkjøbing Amt, Jütland. Seit 2007 bildet sie zusammen mit dem benachbarten Lemvig die neue Kommune Lemvig.
Thyborøn-Harboøre Kommune war im Zuge der Kommunalreform von 1970 entstanden und umfasste folgende Sogne:
- Engbjerg Sogn
- Harboøre Sogn
- Thyborøn Sogn